# Heike Koslowski
Heike Koslowski (n. 1974) este o actriță germană care a devenit cunoscută prin rolul jucat în serialul german Der Ermittler și Tatort.
Heike a studiat în Londra și Paris, promovând dramaturgia și școala superioară de muzică și dans.

## Filmografie
- 2013: Die Rosenheim-Cops - Die Tote in der Kiste
- Für immer 30 (2011)
- Notruf Hafenkante [serial] (2007)
- Tatort: Macht der Angst (2007)
- Befehl, Der [film, scurt metraj] (2007)
- Jetzt erst recht! [serial] (2005)
- Glückstag [film, scurt metraj] (2004)
- Plötzlich wieder 16 (2003)
- SOKO Köln [serial] (2003)
- Mörderische Elite (2003)
- Um Himmels Willen [serial] (2002)
- Sitte, Die [serial] (2002)
- Der Ermittler, [serial] (2001)
- St. Angela [serial] (1997)
- Balko [serial] (1995) 5,58
- Im Namen des Gesetzes [serial] (1994)